# إمبراطورية برنو

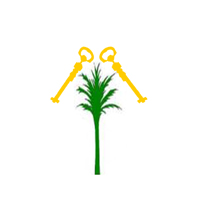
flag with a green palm tree and two keys

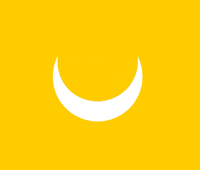
The "golden flag" of the Kanem-Bornu Empire is the last of the empire's flags

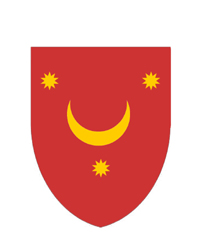
The Sultan uses it in wars - the flag of jihad

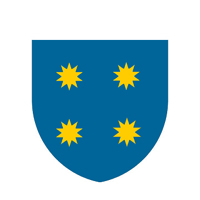
Sayfawa Coat of arms

لقد كانت إمبراطورية برنو (700-1893) عبارة عن دولة إفريقية في نيجيريا من 1380 حتى 1893. وقد كانت استمرارًا لـ إمبراطورية كانم العظمى التي تأسست قبل عدة قرون من ذلك على يد أسرة سايفوا. ومع الوقت، أصبحت أكبر حتى من إمبراطورية كانم، حيث اشتملت على مناطق تمثل الآن أجزاءً من السودان وتشاد وليبيا والنيجر ونيجيريا والكاميرون.

## الانفصال عن إمبراطورية كانم
بعد عقود من الصراع الداخلي والثورات والغزو الصريح من بولالا، أجبرت أسرة سايفوا التي كانت في يوم من الأيام قوية على الانفصال من كانم والعودة إلى أسلوب الحياة البدوي الذي تركوه منذ أكثر من 700 عام قبل ذلك. وفي عام 1380، تمكن كانيمبو من التغلب على الهجمات الواردة من المناطق العربية المجاورة والبربر والهوسا من أجل تأسيس دولة جديدة في برنو. ومع مرور الوقت، أدى التزاوج بين الأشخاص التابعين لمملكتي كانيمبو وبرنو إلى خلق شعب جديد ولغة جديدة، ألا وهي الكانوري.

## فترات الحكم الأولى
لكن حتى في برنو، استمرت مشكلات أسرة سايفوا الحاكمة. في أول ثلاثة أرباع من القرن الخامس عشر، على سبيل المثال، جلس خمسة عشر ملكًا أطلق عليهم اسم ماي على العرش. ثم، بعد ذلك، في حوالي عام 1455، تمكن الماي علي دونامامي من التغلب على منافسيه وبدأ في توحيد برنو. وقد تمكن من بناء عاصمة محصنة في نجازار جامو (نيجيريا المعاصرة)، إلى الغرب من بحيرة تشاد. وقد كانت هذه العاصمة أول مقر دائم يستمتع به ملك ماي من ملوك السايفوا على مدار قرن. وقد كان تجديد دماء السايفوا ناجحًا للغاية لدرجة أنه مع بدايات القرن السادس عشر تمكن الماي علي جاجي (1455–1487) من هزيمة البولالا واستعادة العاصمة السابقة نجيمي. وعلى الرغم من ذلك، بقي قادة الإمبراطورية، في نجازار جامو لأن أرضها كانت أكثر إنتاجية من الناحية الزراعية وأفضل من ناحية الموقع من أجل تربية الماشية.

## فترة الاندماج بين كانم وبرنو
من خلال السيطرة على كلتا العاصمتين، أصبحت أسرة سايفوا أكثر قوة من أي وقت آخر. وقد تم دمج الدولتين، إلا أن السلطة السياسية بقيت في برنو. وقد وصلت الإمبراطورية الناشئة عن اندماج مملكتي كانم وبرنو إلى أوج مجدها أثناء فترة حكم رجل الدولة البارز الماي إدريس آلوما (1571–1603 تقريبًا).

### إدريس آلوما
اشتهر إدريس آلوما بمهارته العسكرية وإصلاحاته الإدارية وورعه الديني كمسلم. وكان خصومه الرئيسيون هم الهوسا في الغرب والطوارق وتوبو إلى الشمال، بالإضافة إلى البولالا إلى الشرق. وهناك قصيدة ملحمية تمجد لانتصاراته في 330 حربًا وأكثر من 1000 معركة حربية. وقد اشتملت إبداعاته على تخصيص معسكرات عسكرية ثابتة (محصنة بجدران)، وعمليات الحصار الدائمة وتكتيكات «الأرض المحروقة»، حيث كان الجنود يحرقون كل شيء في طريقهم، بالإضافة إلى الخيول والفرسان المحصنين، واستخدام فرق الجمال من البربر، ناهيك عن نوتية كوتوكو والفرسان مرتدي الخوذات الحديدية الذين تم تدريبهم على يد المستشارين العسكريين الأتراك. وقد تميزت سياسته النشطة بالعلاقات مع طرابلس ومصر والإمبراطورية العثمانية التي أرسلت مجموعة من السفراء قوامها 200 عضو عبر الصحراء إلى قصر آلوما في نجازار جامو. كما قام آلوما بتوقيع ما يمكن أن نطلق عليه أول معاهدة مكتوبة أو أول وقف لإطلاق النار في تاريخ تشاد.
وقد قام آلوما بإجراء عدة إصلاحات قانونية وإدارية اعتمادًا على اعتقاداته الدينية والقانون الإسلامي (الشريعة). وقد قام برعاية بناء العديد من المساجد، كما قام برحلة حج (الحج) إلى مكة، حيث قام بالترتيب لإنشاء نزل يستخدمه الحجاج من إمبراطوريته. وكما هو الحال مع السياسيين النشطاء، أدت الأهداف الإصلاحية الخاصة بآلوما إلى طلب الاستشارات والتحالفات الفعالة، وقد اعتمد بشكل متكرر على العبيد الذين تمت تربيتهم في منازل النبلاء. وقد كان آلوما يطلب النصائح بشكل مستمر من مجلس مكون من رؤساء أهم العشائر. وقد طلب من الرموز السياسية الهامة الحياة في القصر، وقد قام بتقوية تحالفاته السياسية من خلال حالات الزواج المناسبة. (حتى آلوما نفسه كان نتاجًا لزواج أب من الكانوري وأم من البولالا.)
لقد كانت إمبراطورية كانم-برنو تحت حكم آلوما قوية وثرية. وقد كانت العائدات الحكومية تأتي من الجزية (أو الغنائم، في حالة ضرورة احتلال الشعوب العنيدة) وبيع العبيد والرسوم المفروضة على التجارة المارة عبر الصحراء والمشاركة فيها. وعلى النقيض من غرب إفريقيا، لم تكن منطقة تشاد تحتوي على الذهب. إلا أنها كانت منطقة مركزية في أحد أهم الطرق المريحة عبر الصحراء. بين بحيرة تشاد وفيزان، توجد سلسلة من الآبار والواحات التي تشمل مساحات شاسعة، ومن فيزان، كانت هناك طرق اتصال سهلة للوصول إلى شمال إفريقيا والبحر المتوسط. وقد كان يتم إرسال العديد من المنتجات إلى الشمال، بما في ذلك النترون (كربونات الصوديوم) والقطن ومكسرات الكولا والعاج وريش النعام والعطور والشمع والجلود، إلا أن أهم هذه العناصر كانت العبيد. وقد كانت عمليات الاستيراد تشتمل على الملح والخيول والحرير والزجاج وبنادق المسكيت والنحاس.
لقد اهتم آلوما بشدة بالتجارة وغيرها من الأمور الاقتصادية. ويعزى إليه تنظيف الطرق وتصميم قوارب أفضل من أجل بحيرة تشاد وتوفير مكاييل قياسية لقياس الحبوب ونقل المزارعين إلى الأراضي الجديدة. وبالإضافة إلى ذلك، فقد قام بزيادة مستوى السهولة والأمان للنقل عبر أرجاء الإمبراطورية بهدف تأمين تلك الطرق بحيث «يمكن أن تسير سيدة وحيدة معطاة بالذهب ولا تخشى إلا الله».

### الخلفاء
لقد تم التعرف على معظم خلفاء إدريس آلوما من المعلومات الضئيلة للغاية المأخوذة من جرجام. وقد اشتهر بعضهم بتنفيذ فريضة الحج إلى مكة، في حين اشتهر البعض الآخر منهم بورعه. في القرن الثامن عشر، تأثرت برنو بالعديد من المجاعات التي دامت لفترات طويلة.

## الانحدار والانهيار

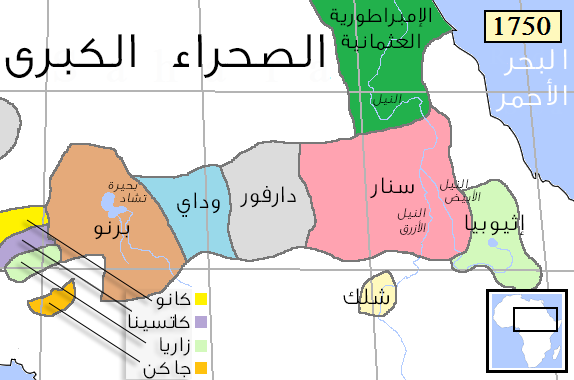
برنو والدول المجاورة في عام 1750

لقد ساعدت الإصلاحات الإدارية والتفوق العسكري لآلوما المملكة على الاستمرار حتى منتصف القرن السابع عشر، حيث بدأت قوة الإمبراطورية في الضعف. ومع حلول نهايات القرن الثامن عشر، توسع حكم برنو فقط نحو الغرب، في أراضي الهوسا في مناطق نيجيريا المعاصرة. واستمر حكم المملكة من خلال الماي الذين كانوا يتلقون النصح والإرشاد من المستشارين (كوكيناوا) في مجلس الدولة أو «نوكينا».

### جهاد الفولاني
في هذا الوقت تقريبًا، تمكن الشعب الفولاني الذين كانوا يغزون من ناحية الغرب، من تحقيق تقدم كبير وصولاً إلى برنو. ومع بدايات القرن التاسع عشر، كانت إمبراطورية كانم-برنو آخذة في الانهيار، وفي عام 1808، تمكن مقاتلو الفولاني من احتلال نجازار جامو. وقاد عثمان دان فوديو رغبة الفولاني وأعلنت الحرب المقدسة (حرب الفولاني) ضد من زعمت المملكة أنهم من المسلمين غير الملتزمين في المنطقة. وفي النهاية، أثرت حملاته على إمبراطورية كانم-برنو وقد أثار اتجاهًا نحو الالتزام بالعقيدة الإسلامية، إلا أن رجل الدين الإسلامي الذي تحول إلى رجل دولة محمد الأمين الكانمي قاوم التقدم الفولاني.

### محمد الكانمي
كان محمد الأمين الكانمي عالمًا مسلمًا وقائدًا لا ينتمي إلى سايفوا قام بعمل تحالف من العرب الشوا وكانيمبو وغيرهم من شعوب شبه الرحل. وفي النهاية، قم ببناء عاصمة في عام 1814 في كوكاوا (في نيجيريا المعاصرة). وقد استمر تسمية الماي الملكية حتى عام 1846. ففي هذا العام، عجل آخر ماي، بالتعاون مع امبراطورية أوداي في نشوب حرب أهلية. وفي هذه الفترة، أصبح ابن كانمي، عمر، ملكًا، بالتالي أنهى واحدًا من أطول فترات حكم الأسر في التاريخ الدولي.

برنو عام 1810

### عصر ما بعد سايفوا

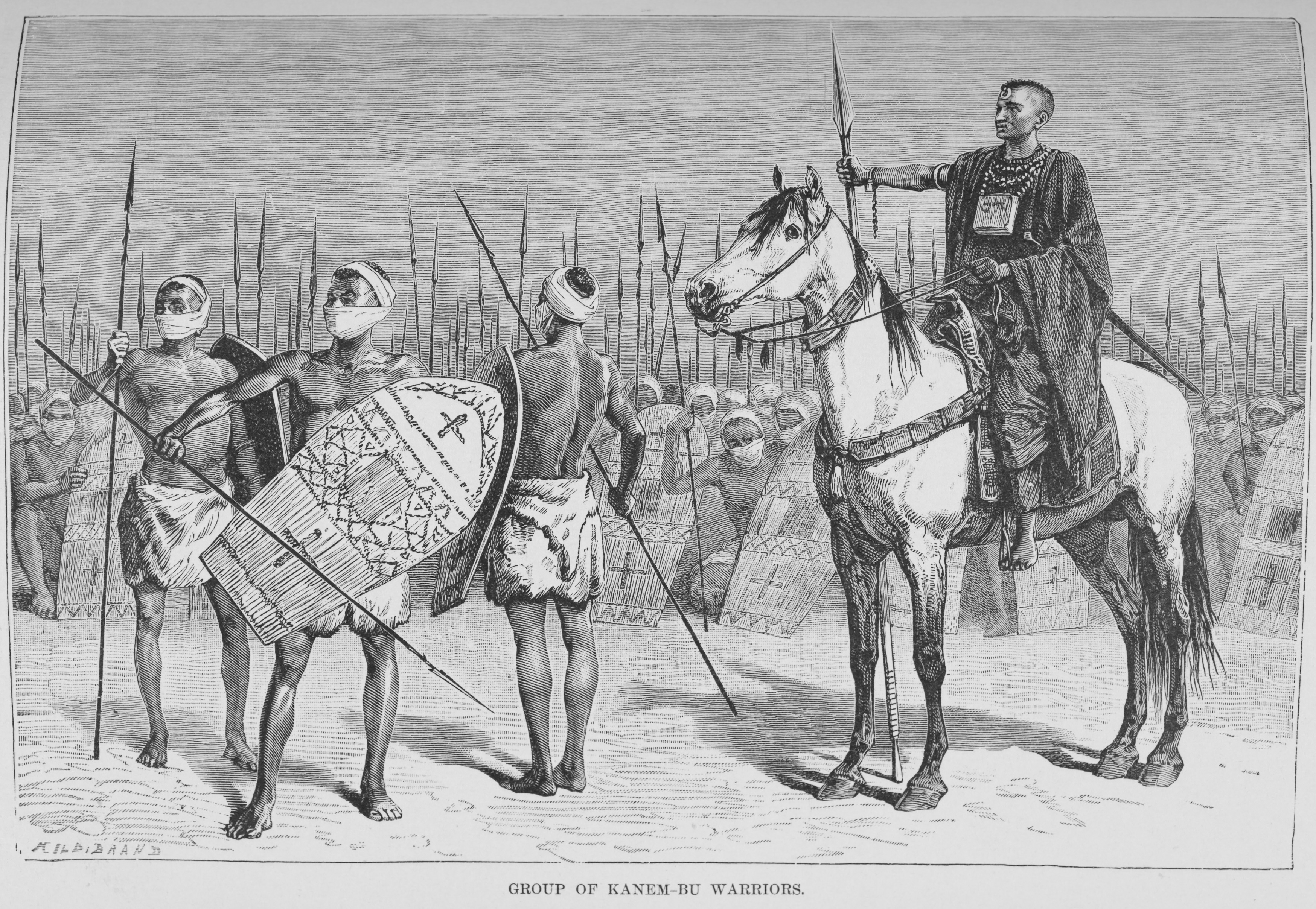
محاربوا كانيمبو وقائدهم على صهوة جواد في صورة من أسفار واكتشافات (Travels and Discoveries)، المجلد الثالث، عام 1857 لـ إتش بارث (H. Barth).

على الرغم من انتهاك فترة حكم هذه الأسرة، إلا أن مملكة كانم-برنو استمرت في الوجود. فقد تجنب عمر استخدام لقب ماي مستخدمًا اللقب الأبسط شيهو (المأخوذ من كلمة الشيخ باللغة العربية)، إلا أنه لم يكن بنفس حيوية والده، وفي النهاية، ترك المملكة لحكم المستشارين (الوزراء). وقد عانت برنو من المزيد من التدهور نتيجة للتنظيم الإداري، والخصوصية الإقليمية والهجمات التي قام بها محاربو ميليشيات إمبراطورية أوداي من الشرق. وقد استمرت فترة التدهور أثناء حكم ابن عمر. وفي عام 1893، قاد رابح الزبير جيشًا غازيًا من السودان في الشرق وقام باحتلال برنو. وبعد طرده بعد فترة قصيرة من ذلك، سيطر الكيان الذي تحكمه بريطانيا والذي أصبح في نهاية المطاف يحمل اسم نيجيريا. ومنذ تلك اللحظة، تم السماح لبقايا المملكة القديمة (وما زال ذلك مستمرًا) بالاستمرار في البقاء خاضعين للدولة باسم إمارة برنو.

## قائمة المراجع
- Brenner, Louis: The Shehus of Kukawa, Oxford 1973.
- Cohen, Ronald: The Kanuri of Bornu, New York 1967.
- Hughes, William (2007). A class-book of modern geography (Paperback). Whitefish, MT: Kessinger Publishing. ص. 390 Pages. ISBN:1-4326-8180-X.
- Lange, Dierk: Le Dīwān des sultans du Kanem-Bornu, Wiesbaden 1977.
- -- A Sudanic Chronicle: The Borno Expeditions of Idris Alauma (1564-1576), Stuttgart 1987.
- -- "Ethnogenesis from within the Chadic state", Paideuma, 39 (1993), 261-277.
- Nachtigal, Gustav  [لغات أخرى]‏: Sahara und Sudan, Berlin, 1879-1881, Leipzig 1989 (Nachdruck Graz 1967; engl. Übers. von Humphrey Fisher).
- Oliver, Roland & Anthony Atmore (2005). Africa Since 1800, Fifth Edition. Cambridge: Cambridge University Press. ص. 405 Pages. ISBN:0-521-83615-8.
- Urvoy, Yves: L'empire du Bornou, Paris 1949.
- Zakari, Maikorema: Contribution à l'histoire des populations du sud-est nigérien, Niamey 1985.

## وصلات خارجية
- The Story of Africa: Kanem-Borno — BBC World Service